# Metropolis, Illinois
Metropolis là một thành phố thuộc quận Massac, tiểu bang Illinois, Hoa Kỳ. Năm 2010, dân số của thành phố này là 6537 người.

## Dân số
Dân số qua các năm:
- Năm 2000: 6482 người.
- Năm 2010: 6537 người.